# Colin McRae Rally 3
Colin McRae Rally 3 är det tredje spelet i Colin McRae Rally-serieren. Spelet släpptes 2002 av Codemasters för Windows, Xbox och Playstation 2. Colin McRae Rally 3 följer samma formel som tidigare spel i serien med uppdaterad grafik och nya banor.
Spelet berömdes för den avancerade grafiken och snabba kontroller. Däremot yttrades kritik mot spelets bristande ljudeffekter.